# Február 25.
Február 25. az év 56. napja a Gergely-naptár szerint. Az évből még 309 (szökőévekben 310) nap van hátra.
Névnapok: Géza + Cézár, Décse, Gécsa, Gyécsa, Tacitusz, Taráz, Tarcal, Tarcsa, Tarsa, Tege, Valda, Vanda. Szökőévben e napon 24-e névnapjai vannak, míg a maiak 26-ra esnek.

## Események

### Politikai események
- 1552 – A gyulafehérvári székesegyházban eltemetik Martinuzzi Fráter György bíborost, akit 1551. november 17-én gyilkoltak meg I. Ferdinánd király utasítására.
- 1848 – Franciaországban kikiáltják a köztársaságot.[1]
- 1877 – Az alig két éve hivatalban lévő Tisza Kálmán miniszterelnököt meggyőzik, hogy a már Ferenc József által is elfogadott lemondása ellenére folytassa munkáját.[2])
- 1947 – Kovács Bélát, a Független Kisgazdapárt (FKGP) főtitkárát a szovjet megszálló hatóságok Budapesten jogellenesen elfogják és a Szovjetunióba szállítják.
- 1948 – Fordulat Csehszlovákiában: Klement Gottwald kommunista többségű kormányt alakít.
- 1962 – Kína követeli az USA dél-vietnámi fegyveres intervenciójának azonnali befejezését és az amerikai csapatok kivonását.
- 1968 – A Hà My-i mészárlás Dél-Vietnámban
- 1981 – II.János Pál Hirosimaban  felhívást tett közzé a kiengesztelődésre.
- 1986 – A Fülöp-szigeteken megdöntik Ferdinand Marcos elnök diktatúráját.
- 1991 – Budapesten aláírják a Varsói Szerződés április 1-jei megszüntetéséről szóló megállapodást.
- 1994 – A hebroni mészárlás Palesztinában; Baruch Goldstein izraeli szélsőséges 29 palesztinnal végez egy mecsetben.

### Tudományos és gazdasági események
- 1883 – Alakuló ülésén létrejön a Magyar Heraldikai és Genealógiai Társaság, és ugyanezen az ülésen megválasztják a Társaság folyóiratának, a Turulnak a két főszerkesztőjét, Nyáry Albertet és Fejérpataky Lászlót.[3]
- 1963 – Felszáll az első európai multinacionális fejlesztésű repülőgép, a Transall C–160.

## Születések
- 1611 – Evlija Cselebi török világutazó († 1682 és 1687 között)
- 1643 – II. Ahmed, az Oszmán Birodalom 22. szultánja († 1695)
- 1707 – Carlo Goldoni olasz vígjátékíró († 1793)
- 1727 – Armand-Louis Couperin francia zeneszerző, orgonista, csembalóművész († 1789)
- 1812 – Kovács Lajos magyar politikus, publicista († 1890)
- 1824 – Topits József, a Topits József fia Első magyar gőztésztagyár (Erste ungarische Dampfmehlspeisenfabrik) alapítója és tulajdonosa, amely Magyarország első tésztagyára volt († 1876)
- 1841 – Pierre-Auguste Renoir francia festőművész († 1919)
- 1842 – Karl May német író († 1912)
- 1844 – Wälder Gyula magyar építész, műegyetemi tanár, az MTA levelező tagja († 1944)
- 1865 – Andranik Ozanján örmény tábornok, szabadságharcos, az örmények nemzeti hőse († 1927)
- 1883
  - Falcione Kálmán magyar katonatiszt, ügyvéd, országgyűlési képviselő († 1975)
  - Szentiványi Lajos magyar ügyvéd, politikus, főispán, országgyűlési képviselő († 1956)
- 1904 – Török Sándor magyar író († 1985)
- 1912 – Émile Allais világbajnok francia alpesisíző († 2012)
- 1913 – Gert Fröbe német színész († 1988)
- 1924 – Chuck Leighton amerikai autóversenyző († 2003)
- 1930 – Gyöngyössy Imre magyar filmrendező, forgatókönyvíró († 1994)
- 1932 – Tony Brooks brit autóversenyző († 2022)
- 1934 – Pápai Erzsi Jászai Mari-díjas magyar színésznő érdemes művész († 2017)
- 1935 – Bodó Györgyi magyar színésznő
- 1937 – Tom Courtenay angol színész
- 1937 – Zsivótzky Gyula olimpiai bajnok kalapácsvető († 2007)
- 1939 – Virgil Duda román író
- 1941 – Anne Etter, Mohéli (comorei nyelven Mwali) királyi hercegnője, a Comore-szigetek Fejlesztési Társaságának (Association Développement des Îles Comores) elnöke, Szalima Masamba szultána-királynőnek, Mohéli (Mwali) utolsó uralkodójának az unokája
- 1943 – George Harrison angol zenész, a Beatles együttes tagja († 2001)
- 1944 – François Cevert francia autóversenyző († 1973)
- 1944 – Vidovszky László Kossuth-díjas magyar zeneszerző
- 1945 – Rózsa Sándor magyar operaénekes, színész
- 1946 – Jean Todt francia sportvezető, az FIA elnöke
- 1948 – Lipp László (László atya) római katolikus pap († 2009)
- 1952 – Nyári István Munkácsy Mihály-díjas és Prima regionális díjas magyar festőművész
- 1953 – Keveházi Gábor Kossuth- és Liszt Ferenc-díjas magyar táncművész, koreográfus, érdemes és kiváló művész, a Halhatatlanok Társulatának örökös tagja
- 1955 – Besztercei Zsuzsa magyar színésznő
- 1957 – Németh János magyar színész
- 1960 – Ráckevei Anna Jászai Mari-díjas magyar színésznő, érdemes és kiváló művész
- 1969 – Lajtai Gábor magyar költő, szerkesztő
- 1971 – Sean Astin amerikai színész
- 1974 – Dobó Kata magyar színésznő
- 1976 – Matatek Judit, a Vakvagányok című film főszereplője († 2009)
- 1977 – Zováth János magyar labdarúgó
- 1978 – Nakazava Júdzsi japán labdarúgó
- 1980 – Hegedűs Gyula magyar labdarúgó, hátvéd
- 1982 – Flavia Pennetta olasz teniszező
- 1983 – Göttinger Pál színész, színházi rendező
- 1985 – Uroš Vilovski szerb kézilabdázó
- 1985 – Adrian Matei román műkorcsolyázó
- 1986 – James és Oliver Phelps angol színész ikrek
- 1988
  - Cseh Attila magyar vízilabdázó
  - Csou Kaj kínai tornász
- 1992 – Szvoboda Bence magyar motokrosszversenyző († 2023)
- 1993 – Mary Beth Dunnichay amerikai műugrónő

## Halálozások
- 1601 – Robert Devereux Essex 2. grófja, I. Erzsébet angol királynő egykori kegyence (* 1567)
- 1634 – Albrecht von Wallenstein csehországi német szárm. katonatiszt, Friedland hercege, német-római császári fővezér (* 1583)
- 1723 – Christopher Wren angol tudós, csillagász, földmérő, építész (* 1632)
- 1899 – Paul Julius Reuter, a  Reuters hírügynökség  megalapítója (* 1816)
- 1906 – Prielle Kornélia színésznő, a Nemzeti Színház örökös tagja (* 1826)
- 1912 – IV. Vilmos luxemburgi nagyherceg (* 1852)
- 1944 – Dési Huber István magyar festő- és grafikusművész (* 1895)
- 1953 – Szergej Nyikolajevics Vinogradszkij orosz származású francia bakteriológus (* 1856)
- 1961 – Hápka Péter ügyvéd, kárpátaljai autonómiapárti magyar politikus, magyarországi országgyűlési képviselő (* 1885)
- 1971 – Theodor Svedberg Nobel-díjas svéd kémikus (* 1884)
- 1973 – Friss Antal magyar gordonkaművész (* 1897)
- 1981 – Bihari József Kossuth-díjas magyar színész, érdemes és kiváló művész (* 1901)
- 1983 – Tennessee Williams amerikai drámaíró (* 1911)
- 1998 – Vico Torriani svájci énekes, színész, előadóművész (* 1920)
- 1999 – Glenn T. Seaborg amerikai vegyész (* 1912)
- 2001 – Don Bradman ausztrál krikettjátékos (* 1908)
- 2003 – Alberto Sordi olasz színész (* 1920)
- 2008 – Ashley Cooper ausztrál autóversenyző (* 1980)
- 2014 – Paco de Lucía spanyol flamencogitáros, a modern flamenco egyik megteremtője  (* 1947)
- 2016 – Psota Irén kétszeres Kossuth- és kétszeres Jászai Mari-díjas magyar színművésznő, a nemzet színésze (* 1929)
- 2020 – Hoszni Mubárak egyiptomi katonatiszt, politikus, Egyiptom elnöke (1981–2011) (* 1928)
- 2020 – Kampis Miklós, Kossuth-díjas magyar építész, a nemzet művésze (* 1935)

## Ünnepek, emléknapok, világnapok
- Magyarországon: a kommunista diktatúrák áldozatainak emléknapja. Az Országgyűlés 2000. június 13-án elfogadott[4] határozata értelmében a középfokú oktatási intézményekben minden év február 25-én megemlékezést tartanak a kommunista diktatúrák áldozatairól. A megszálló szovjet katonai hatóságok 1947. február 25-én Kovács Bélát, a Független Kisgazdapárt főtitkárát jogtalanul letartóztatták és a Szovjetunióba hurcolták, ahol nyolc évet töltött fogságban.
- Fülöp-szigetek: a népi hatalom napja
- Kuvait nemzeti ünnepe, a függetlenség kikiáltása